# Тутхалян, Ваэ Гургенович
Ваэ Гургенович Тутхалян (род. 7 июля 1991, Кумайри) — белорусский самбист и дзюдоист, чемпион и призёр чемпионатов Европы по самбо, чемпион и призёр чемпионатов мира по самбо, мастер спорта Республики Беларусь международного класса.

## Биография
Сын известного советского самбиста, 3-кратного чемпиона мира, Заслуженного мастера спорта СССР Гургена Тутхаляна. После его победы на чемпионате мира 1990 года ему дали квартиру в Москве и семья переехала столицу.
Ваэ в детстве мечтал стать футболистом однако был вынужден уйти из секции из-за частных конфликтов. После этого по предложению отца начал заниматься дзюдо. По приглашению друзей отца Владимира Япринцева и Магомеда Рамазанова переехал в Минск.

## Спортивные результаты
- Первенство России по дзюдо среди кадетов 2007 года — ;
- Первенство Белоруссии по дзюдо среди юниоров 2009 года — ;
- Первенство Белоруссии по дзюдо среди юниоров 2010 года — ;
- Первенство Белоруссии по дзюдо среди молодёжи 2011 года — ;
- Чемпионат Белоруссии по дзюдо 2010 года — ;
- Чемпионат Белоруссии по дзюдо 2013 года — ;

## Семья
- Тутхалян, Седа Гургеновна — сестра, российская гимнастка, серебряный призёр Олимпиады 2016 года, двукратная чемпионка Юношеских Олимпийских игр (2014), победительница и призёр Европейских игр (2015). Мастер спорта России международного класса (2015).